# Eugène (écrivain)
Pour les articles homonymes, voir Eugène.
 Eugène Meiltz, plus connu sous le pseudonyme de Eugène, né le 15 juillet 1969 à Bucarest, est un parolier, écrivain, auteur dramatique, chroniqueur et nouvelliste vaudois.

## Biographie
Eugène Meiltz arrive en Suisse avec sa famille à l'âge de six ans. Après des études de lettres, il se consacre presque entièrement à l'écriture.
Parolier pour le groupe de rock Sakaryn, chroniqueur au Nouveau Quotidien et à la Radio suisse romande (émission La Soupe est pleine), auteur de théâtre, de nouvelles et autres textes, Eugène participe aussi aux travaux d'Expo.01 (prémisses d'Expo.02). On lui doit une pièce pour enfants ainsi qu'une pièce commémorant le bicentenaire de l'Indépendance vaudoise. Il est également l'auteur de deux recueils de nouvelles, Quinze mètres de gloire, L'ouvre-boîte et d'un récit Mon nom qui reçoit le Prix de la revue [wwa] et de la Ville de La Chaux-de-Fonds 1997.
En 2007, dans la collection Rétroviseur, Eugène publie La Vallée de la jeunesse, (éditions Joie de lire) pour lequel il reçoit le Prix des auditeurs de la RTS 2008 et est récompensé du Coups de Cœur romand de Lettres frontière.
Lauréat d'un prix culturel de la Fondation vaudoise pour la promotion et la création artistique en 1998, Eugène est, de 2000 à 2002, président de la Société suisse des écrivains. En automne 2009, il passe deux semaines en résidence d'auteur à la bibliothèque d'Yverdon-les-Bains. Durant cette période, il rencontre les lecteurs de la bibliothèque, anime un atelier d'écriture et compose un texte inspiré par les lieux : Quarante-cinq mille livres sur la place publique. Eugène vit actuellement à Lausanne.

## Publications
Liste non exhaustive.
- La Mort à vivre, ill. par Bertola, La joie de lire, 1999
- La Vallée de la jeunesse, Genève, Suisse, Éditions Joie de Lire, coll. « Rétroviseur », 2007, 199 p.  (ISBN 978-2-88258-405-2)
- Le Livre des débuts, Lausanne, Suisse, Éditions L’Âge d’Homme, 2015, 159 p.  (ISBN 978-2-8251-4540-1)
- BD La Chasse à la licorne, illustré par Gilles-Emmanuel Fiaux, Cossonay, Suisse, Éditions de la Maison Rose, 2017  (ISBN 978-2-940410-24-8)
- Lettre à mon dictateur, Slatkine, 2022.

## Prix et distinctions
- 2002 : (international) « Honour List »[2] de l' IBBY, Catégorie Auteur, pour La Mort à vivre
- 2008 : Prix des auditeurs de la RTS 2008[1] pour La Vallée de la jeunesse
- 2023 : Prix suisse de littérature pour Lettre à mon dictateur[3]

### Sources
- « Eugène (écrivain) », sur la base de données des personnalités vaudoises sur la plateforme « Patrinum » de la Bibliothèque cantonale et universitaire de Lausanne.
- Eugène: Lire dans une astrologue - In einer Astrologin lesen, en: Surréalités: Aspekte des Surrealen in der zeitgenössischen Kunst. Traces du surréel dans l'art contemporain. Verlag für moderne Kunst, Nuremberg 2007  (ISBN 3939738751) (en allemand et français) pp. 8 - 17
- A.-L. Delacrétaz, D. Maggetti, Écrivaines et écrivains d'aujourd'hui, p. 105
- Histoire de la littérature en Suisse romande, sous la dir. de R. Francillon, vol. 4, p. 192-193, 200-201, 440
- L'Hebdo n° 4/2001 et n° 3 2008/01/17 p. 70
- 24 heures 2001/05/31 & 1998/05/05 & 1998/01/24 & 2008/05/02, p. 40 "Le Portrait"
- La Tribune de Genève, 2000/11/18
- Vita, Bibliothèque cantonale et universitaire, Lausanne